# 杨生桂
杨生桂（1919年—1994年），男，宁夏平罗人，中华人民共和国政治人物，宁夏回族自治区人民检察院原检察长。第三届全国人大代表。

## 生平
1919年12月2日生于宁夏平罗。1938年被中共宁夏工委选派至延安学习。1945年，任中共环县县委及陇东地委统战部干事。1946年，任三边分区回汉支队政治指导员。1949年中华人民共和国成立后，历任宁夏省吴忠市副市长、银川市人民检察署检察长。1952年11月，调任宁夏省人民检察署办公室主任。1957年3月，任甘肃省人民检察院副检察长。1959年9月，任宁夏回族自治区人民检察院副检察长。1960年，调任任宁夏回族自治区水利电力局党委副书记、局长。1963年，调任自治区民政厅党组书记、厅长。1970年后，历任中共固原地委常委、革委会副主任，宁夏大学党委副书记、革委会副主任，自治区水利电力局党的核心小组代组长。1978年，当选中国共产党宁夏回族自治区第四届委员会委员。1980年至1985年，担任宁夏回族自治区人民检察院检察长。1994年逝世。